# Ruisseau de Falcou
Le ruisseau de Falcou est une rivière du sud de la France sous-affluent du Tarn et de la Garonne.

## Géographie
De 10,4 km de longueur, le ruisseau de Falcou prend sa source sur la commune de Lacaune dans le Tarn et se jette dans l'Agout en rive gauche sur la commune de Lamontélarié.

### Communes et cantons traversés
- Tarn : Anglès, Castelnau-de-Brassac, Lamontélarié, Le Margnès, Lacaune.

## Principal affluent
- La Tine : 5,2 km